# 葉文銓
葉文銓（?—?），江蘇省江寧府江寧縣人，清朝政治人物、同進士出身。
光緒十六年（1890年），参加光緒庚寅科殿試，登進士三甲39名。同年五月，改翰林院庶吉士。光緒十八年五月，散館，著以部属用。